# Dibrachys
Dibrachys is een geslacht van vliesvleugeligen uit de familie Pteromalidae. De wetenschappelijke naam van dit geslacht is voor het eerst geldig gepubliceerd in 1856 door Förster.

## Soorten
Het geslacht Dibrachys omvat de volgende soorten:
- Dibrachys affinis Masi, 1907
- Dibrachys braconidis (Ferrière & Faure, 1925)
- Dibrachys confusus (Girault, 1916)
- Dibrachys crassiscapus Sharkov, 1983
- Dibrachys fuscicornis (Walker, 1836)
- Dibrachys hians Boucek, 1965
- Dibrachys kojimae (Ishii, 1938)
- Dibrachys koraiensis Yang, 1996
- Dibrachys lignicola Graham, 1969
- Dibrachys maculipennis Szelényi, 1957
- Dibrachys microgastri (Bouché, 1834)
- Dibrachys palandoekenus Doganlar, 1987
- Dibrachys pelos Grissell, 1974
- Dibrachys relativus Doganlar, 1987
- Dibrachys verovesparum Peters & Baur, 2011
- Dibrachys yunnanensis Yang, 1996